# آکیرا توریاما
آکیرا توریاما (ژاپنی: 鳥山 明 هپبورن: Toriyama Akira, ۵ آوریل ۱۹۵۵ – ۱ مارس ۲۰۲۴) هنرمند مانگاکا، نویسنده و طراح شخصیت اهل ژاپن بود. او نخستین‌بار برای مجموعه مانگای بسیار موفق دکتر اسلامپ شناخته شد و پیش از آنکه به ساخت دراگون بال سرشناس‌ترین اثر خود بپردازد، به عنوان طراح شخصیت، برای چندین بازی ویدیویی پرطرفدار مانند: مجموعه بازی‌های دراگون کوئست، کرونو تریگر و اژدهای آبی فعالیت می‌کرد.
آکیرا توریاما به عنوان یکی از هنرمندان تغییر دهنده تاریخچهٔ مانگا شناخته می‌شود. چون آثار او بسیار تأثیرگذار و محبوب هستند. به‌ویژه دراگون بال که بسیاری از هنرمندان مانگا به عنوان منبع الهام از آن یاد می‌کنند.
او در سال ۱۹۸۱ جوایز مانگای شوگاکوکان را برای بهترین مانگا شونن یا شوجو با دکتر اسلامپ بدست آورد که بیش از ۳۵ میلیون نسخهٔ آن در ژاپن به فروش رفت. او ۱۳ سال بعد با انیمه دومی که در سال ۱۹۹۷ ساخته شد، موفق به ساخت یک اقتباس انیمه‌ای شد.
مجموعهٔ بعدی او دراگون بال به یکی از محبوب‌ترین و موفق‌ترین مانگاهای جهان تبدیل شد. این مجموعه با فروش ۲۵۰ تا ۳۰۰ میلیون نسخه در سراسر جهان، دومین مانگای پرفروش در همهٔ زمان‌ها است. یکی از دلایل اصلی موفقیت آن، استقبال از مانگا در اواسط دههٔ ۱۹۸۰ و اواسط دههٔ ۱۹۹۰ است؛ زمانی که فروش مانگا در بالاترین حد خود قرار داشت. در خارج از ژاپن، مجموعه‌های اقتباس‌یافته از انیمهٔ دراگون بال نسبت به مانگا موفق‌تر بود و به افزایش محبوبیت انیمه در جهان غرب منجر شد.

## اوایل زندگی
آکیرا توریاما در شهر ناگویا، مرکز استان آیچی ژاپن زاده شد. او گفته بود که زمانی که در مدرسه ابتدایی بود، همه همکلاسی‌هایش به دلیل عدم برخورداری از انواع مختلف سرگرمی، به کپی و ترسیم مانگا و انیمه می‌پرداختند. وی بر این عقیده بود که نقاشی از دوستانش، باعث پیشرفت و جلو افتادن او نسبت به بقیه همکلاسی‌هایش شد و پس از کسب جایزه در استودیوی هنری محلی برای تصویری از صد و یک سگ خالدار به این نتیجه رسید که هنر سرگرم‌کننده است.

## زندگی حرفه‌ای

### ۱۹۷۸–۲۰۰۰ آغاز ودراگون بال
آکیرا توریاما پیش از اینکه به یک هنرمند مانگا تبدیل شود، در یک آژانس تبلیغاتی در ناگویا به مدت سه سال در طراحی پوستر مشغول به کار بود. او پس از ترک کار قبلی خود، با ارسال اثری به یک مسابقهٔ آماتور در هفته‌نامه شونن جامپ وارد صنعت مانگا شد. با آنکه او در مسابقه برنده نشد، کازوهیکو توریشیما که بعداً سردبیر او شد با او تماس گرفت و او را تشویق کرد.
نخستین اثر او بعداً در سال ۱۹۷۸ با داستان جزیره شگفت‌انگیز بود که در هفته‌نامه شونن جامپ منتشر شد. با این حال، او تا زمان ساخت مجموعه کمدی دکتر اسلامپ که در هفته‌نامهٔ شونن جامپ از سال ۱۹۸۰ تا سال ۱۹۸۴ منتشر شد، به محبوبیت نرسید. مجموعه دکتر اسلامپ، داستان یک پروفسور منحرف و ربات کوچک اما فوق‌العاده قوی او آراله را دنبال می‌کند. او خلق این مجموعه را در ۲۵ سالگی در حالی که در خانه با خانواده زندگی می‌کرد آغاز کرد. وقتی این مجموعه در سال ۱۹۸۴ به پایان رسید او یک اَبَرستارهٔ مانگا بود.
در سال ۱۹۸۱ دکتر اسلامپ جوایز مانگای شوگاکوکان را به عنوان بهترین مجموعه شونن مانگا یا شوجو مانگا سال بدست آورد. یک اقتباس انیمهٔ موفق از آن در سال‌های ۱۹۸۱ تا ۱۹۸۶ از فوجی تلویژن پخش شد. همچنین یک مجموعهٔ بازسازی‌شده که از آن نیز بین ۱۹۹۷ تا ۱۹۹۹ پخش می‌شد. تا سال ۲۰۰۸ این مانگا بیش از ۳۵ میلیون نسخه در ژاپن فروخته‌بود.
باشگاه رسمی هواداری آکیرا توریاما «آکیرا توریاما هوزونکای» در سال ۱۹۸۲ تأسیس شد. خبرنامه‌های آن را مطبوعات سرزمین بِرد می‌نامیدند که پیش از اینکه این باشگاه در سال ۱۹۸۷ بسته شود توسط باشگاه به هواداران ارسال می‌شد.
در سال ۱۹۸۴ هفته‌نامهٔ شونن جامپ و آکیرا توریاما انتشار دراگون بال را شروع کردند که به یک مجموعهٔ موفق تبدیل شد. از سال ۲۰۱۴ ۱۵۹٫۵ میلیون نسخه تنها در ژاپن فروخته بود، و این دومین پرفروش‌ترین مجموعه مانگا درانتشارات شوئیشا است.
این مجموعه مانگا به عنوان یک مانگا ماجراجویی/خنده‌دار آغاز شد. اما بعداً تبدیل به یک مجموعه مانگای هنرهای رزمی شد، که بسیاری مردم آن را به عنوان «مهم‌ترین و تأثیر گذارترین مانگا شونن» نامیده‌اند.
مجموعه مانگا دراگون بال یکی از دلایل اصلی دستیابی این مجله به رکورد بالای ۶٫۵۳ میلیون نسخه در سال ۱۹۹۵ بود. موفقیت این مجموعه مانگا باعث تشویق آکیرا توریاما بر ادامه دادن آن از سال ۱۹۸۴ تا ۱۹۹۵ شد. در پایان این مجموعه مانگا، آکیرا توریاما از همه افراد درگیر در این مجموعه درخواست به او اجازهٔ به پایان رساندن این مانگا را بدهند، تا بتواند گام‌های جدیدی در زندگی خود بردارد.
در طی آن دورهٔ ۱۱ ساله، او ۵۱۹ قسمت از دراگون بال را تولید کرد که در ۴۲ جلد گردآوری شده بود. علاوه بر این، موفقیت مجموعه مانگای دراگون بال منجر به تولید پنج انیمه، چندین فیلم سینمایی انیمه، بازی‌های ویدئویی متعدد و تجارت بازاریابی بزرگی در مجسمه‌های انیمه‌ای شد.
اقتباس انیمه سوم، دراگون بال جی‌تی مبتنی بر مانگای او نبود. با این حال، آکیرا توریاما هنوز هم درگیر با این نام و طراحی بازیگران اصلی بود.
گذشته از محبوبیت مجموعه دراگون بال در خود ژاپن، دراگون بال با موفقیت بین‌المللی نیز همراه بوده و با فروش ۲۵۰ تا ۳۰۰ میلیون نسخه در جهان، این اثر یک اثر موفقیت‌آمیز بین‌المللی بوده‌است.
در سال ۱۹۸۶ درحالیکه آکیرا توریاما در حال انتشار هفتگی مجموعه مانگای دراگون بال بود، کازوهیکو توریشیما او را به عنوان طراح شخصیت برای بازی دراگون کوئست به کار گرفت. آکیرا توریاما اعتراف کرد بدون آن که در مورد بازی ویدئویی نقش‌آفرینی چیزی بداند و با وجود اینکه با جدول زمانی فشرده‌ای مواجه بود، از انجام مراحل ساخت بازی و حضور در گروه سازندهٔ آن بازی و لذتی که از این کار می‌برد، خوشحال بود. آکیرا توریاما به کار خود در مجموعه بازی‌های ویدئویی دراگون کوئست ادامه داد. او همچنین برای سوپر فامیکام بازی ویدئویی نقش‌آفرینی کورنو تریگر و برای بازی‌های مبارزه‌ای تابال ۱ و تابال ۲ برای پلی‌استیشن به عنوان طراح شخصیت همکاری کرده‌است.
آکیرا توریاما استودیویی به نام Toriyama داشت که نمایشنامه‌ای به نام او است. Tori به معنی پرنده است. او تقریباً همه کارهای هنری و تخصصی خودش را در بِرد استودیو انجام می‌داد. حتی زمانی که (تا سال ۱۹۹۵ و فقط یک بار، که برای هنرمندان مانگا نادر است) دستیار داشت، دستیارش بیشتر پس‌زمینهٔ مانگاها را انجام می‌داد.
همه مانگاهای آکیرا توریاما بعد از مجموعه مانگای دراگون بال به داستان‌های کوتاه (۱۰۰ تا ۲۰۰ صفحه‌ای) از جمله کاوا، کاجیکا و زمین شنی گرایش داشتند.

### ۲۰۰۲–۲۰۱۳ داستان‌های کوتاه و پروژه‌های دیگر
در۶ دسامبر ۲۰۰۲ آکیرا توریاما تنها حضور تبلیغاتی خود را در آمریکا در انتشار همتای آمریکایی هفته‌نامه شونن جامپ، شونن جامپ، در نیویورک انجام داد. دراگون بال و زمین شنی آکیرا توریاما در شماره یکم در مجله منتشر شدند که همچنین شامل مصاحبه‌ای مفصل با او بود.
در۲۷ مارس ۲۰۰۵ شرکت سی‌کیو موتورز فروش خودروی برقی که توسط آکیرا توریاما طراحی شده بود را آغاز کرد. کیو ولت ۱ نفره بخشی از سری خودروهای برقی کوچک شرکت شورو-کیو بود که تنها ۹ دستگاه آن تولید می‌شد. هزینه این خودرو ۱٬۹۹۰٬۰۰۰ ین (حدود ۱۹٬۰۰۰ دلار آمریکا) و حداکثر سرعت ۳۰ کیلومتر در ساعت (۱۹ مایل در ساعت) بود و در ۵ رنگ مختلف در دسترس بود. آکیرا توریاما اعلام کرد که طراحی این خودرو یک سال طول کشید «ولی به دلیل نبوغ مهارت ساخت‌وساز مدل کوچک من، بالاخره به پایان این سفر احساسی رسیدم».
در سال ۲۰۰۶ او با همکاری ائیچیرو اودا خالق وان پیس در یک داستان کوتاه با نام کِراس ایپُک همکاری کرد. این داستان یک تلفیق کوتاهی از شخصیت‌های دراگون بال و وان پیس است. در سال ۲۰۰۶ آکیرا توریاما طراح شخصیت بازی اژدهای آبی ساخته شرکت میستواکر برای ایکس باکس ۳۶۰  بود. او در ساخت این بازی با هیرونوبو ساکاگوچی و نوبوو اوئماتسو همکاری داشت که هر دو قبلاً با او در بازی ویدئویی کورنو تریگر همکاری داشتند. او اعلام کرد که کمک او به ساخت انیمه اژدهای آبی ممکن است آخرین کار او در ساخت انیمه‌سازی باشد. او گفت: «پیشنهاد کارگردانی نسخه انیمیشن اژدهای آبی در فوریه سال گذشته (۲۰۰۶) به من رسید. استودیو پیروت راجع به این موضوع به سراغ من آمد. من می‌دانستم که هیرونوبو ساکاگوچی در تلاش است تا کارمندان خود را برای ساخت یک بازی ویدئویی جمع کند، اگرچه در آن زمان اژدهای آبی هنوز به‌طور رسمی معرفی نشده بود. طبق این مطالب، این بازی قرار بود یک دنیای خیالی مانند ارباب حلقه‌ها با یک دیدگاه جهان‌بینی دقیق و داستانی همراه باشد. این ممکن است انیمه آخر من باشد، من کمی (در مورد آن) نگران هستم. فشار آن باورنکردنی است. اما همزمان، احساس می‌کنم که ارزش انجام آن را دارد. اژدهای آبی یک شاهکار خواهد بود. نه فقط به این دلیل که من روی آن کار می‌کنم بلکه به این دلیل که کارکنان انتظار چیز کمتری ندارند.»
در سال ۲۰۰۸ او با ماساکازو کاتسورا دوست خوب خود و خالق مانگای تک جلدی من و زِتمن در ساخت ساچی-چان خوب همکاری کرد که در مجله جامپ اسکوئر منتشر شد. این مانگا بعداً در آمریکای شمالی در سالنامه ۲۰۱۳ اِس‌جِی آلفا برای مشترکان سالانه مجله دیجیتال مانگا شونن جامپ آلفا در دسامبر ۲۰۱۲ به صورت رایگان منتشر شد. این دو نفر در سال ۲۰۰۹ نیز دوباره برای داستان کوتاه جیا در ۳ قسمت تک‌جلدی در هفته‌نامه یانگ جامپ با هم همکاری کردند. اوکس تراکس آکیرا توریاما را مأمور کرد تا تصویری از خواننده پاپ آیومی هاماساکی ترسیم کند؛ در سال ۲۰۰۹ این نسخه بر روی سی‌دی تک‌آهنگ او «رول/اسپارکِل» چاپ شد که به عنوان آهنگ تِم برای فیلم سینمایی دراگون بال اِوُلوشِن استفاده شد.
همچنین در سال ۲۰۰۹ آکیرا توریاما مانگایی با عنوان جزیره خوشمزه آقای یو را برای پروژه جامعه روستایی آنجو، یک سازمان محیط زیست غیرانتفاعی ترسیم کرد که اهمیت کشاورزی و طبیعت را برای کودکان خردسال آموزش می‌داد. آنها در ابتدا از او خواستند تصاویر را برای جزوه انجام دهد. اما آکیرا توریاما این پروژه را دوست داشت و تصمیم گرفت آن را به صورت داستانی ادامه و گسترش دهد. این کتابچه درمورد آگاهی از محیط زیست است که توسط دولت‌شهر آنجو توزیع شده‌است. در۱۵ نوامبر ۲۰۱۰ به عنوان بخشی از پروژه هفته‌نامه شونن جامپ "اَبر افسانه برتر "، آکیرا توریاما کینتوکی مجموعه‌ای از شش عکس تک‌جلدی هنرمندان سرشناس جامپ، ایجاد کرد که بعداً در گلچین هفتگی مانگای آنلاین آمریکای شمالی در۲۸ ژانویه ۲۰۱۳ منتشر شد. او همچنین با هفته‌نامه شونن جامپ برای ساخت ویدئویی برای افزایش آگاهی و پشتیبانی از افراد آسیب دیده از زمین‌لرزه و سونامی ۲۰۱۱ توهوکو در ۱۱ مارس ۲۰۱۱ همکاری کرد.

### بازگشت بادراگون بال۲۰۱۳–۲۰۲۴
فیلم سینمایی نبرد خدایان از مجموعه دراگون بال زِی در ۳۰ مارس ۲۰۱۳ پس از ۱۷ سال بر روی پرده سینما به نمایش درآمد. این نخستین باری بود که آکیرا توریاما در فیلمنامه‌نویسی به صورت جدّی درگیر یک انیمیشن برای مجموعه بین‌المللی دراگون بال می‌شد. یک "بلیط دوگانه" ویژه که می‌تواند برای دیدن هر دو فیلم نبرد خدایان و وان پیس: قطعه زی مورد استفاده قرار بگیرد که با هنر هر دو آکیرا توریاما و ایچیرو اودا ساخته شد.
در۲۷ مارس ۲۰۱۳ نمایشگاه "آکیرا توریاما: دنیای دراگون بال" در فروشگاه تاکاشیمایا در نیهونباشی افتتاح شد و در ۱۹ روز نخست آن ۷۲٬۰۰۰ بازدید کننده داشت. آکیرا توریاما از ۱۷ تا ۲۳ آوریل ۲۰۱۳ به اوساکا نقل مکان کرد. فعالیت آکیرا توریاما در ناگویا از ۲۷ ژوئیه تا ۱ سپتامبر به عنوان یک طراح بومی به پایان رسید.
در۱۳ ژوئیه ۲۰۱۳ آکیرا توریاما به مناسبت جشن ۴۵ سالگی هفته‌نامه شونن جامپ مجموعه تازه‌ای را با نام جاکو گشتزن کهکشانی راه‌اندازی کرد. تنها دو روز بعد ویز مدیا انتشار آن را به زبان انگلیسی در نسخه دیجیتال هفته‌نامه شونن جامپ آغاز کرد. فصل پایانی بیان می‌کند که موضوع داستان به قبل از رویدادهای دراگون بال برمی‌گردد و برخی از شخصیت‌های آن را نشان می‌دهد.
در ادامه، فیلم سینمایی انیمیشنی نبرد خدایان، فیلم سینمایی انیمیشنی دراگون بال ضد: رستاخیز اف در۱۸ آوریل ۲۰۱۵ منتشر شد که بیانگر ویژگی‌های بیشتری از آکیرا توریاما است. زیرا خود او متن اصلی نمایشنامه را نوشته‌است. آکیرا توریاما طرح کلی داستان  شخصیت برای دراگون بال سوپر را فراهم می‌کند که انتشار آن در ژوئن ۲۰۱۵ در ویی جامپ همزمان با انیمه‌ای مکمل، آغاز شد. اگرچه این انیمه در ۲۰۱۸ با ۱۳۱ قسمت با ۵ فصل به کار خود پایان داد اما همچنان آکیرا توریاما ایده‌های داستانی خود را برای مانگا مجموعه دراگون بال سوپر ارائه می‌کرد، در حالی که تویوتارو کار تصویرسازی آن را نشان می‌داد. نخستین فیلم سینمایی انیمیشنی مجموعه دراگون بال سوپر: برولی در۱۴ دسامبر ۲۰۱۸ در سینماهای سراسر جهان منتشر شد، که بیانگر مشارکت عمیق آکیرا توریاما در فیلم‌های سینمایی مجموعه دراگون بال بود.

## زندگی شخصی
آکیرا توریاما در۲ مه ۱۹۸۲ با یوشیمی کاتو ازدواج کرد. او هنرمند سابق مانگا از ناگویا تحت نام «ناچی میکامی» است و گاهی به آکیرا توریاما و دستیارش برای ساخت مجموعه مانگا دکتر اسلامپ کمک می‌کرد تا زمان تولید آثار کاهش یابد. آنها پسری بنام ساسوکه زاده ۲۳ مارس ۱۹۸۷ و دختری بنام کیکا زاده اکتبر ۱۹۹۰ دارند. آکیرا توریاما در استودیوی خانگی خود در کیوشو زندگی می‌کرد؛ و از حضور در رسانه‌ها و انظار عمومی دوری می‌کرد.
او اتومبیل و موتورسیکلت را دوست داشت، چیزی که شاید از پدرش به ارث برده‌است. پدر او موتورسواری می‌کرد و مدت کوتاهی نیز در یک تعمیرگاه خودرو مشغول به کار بود، اگرچه خود او چیزی از مکانیکی بلد نبود. آکیرا توریاما حیوانات را دوست داشت و خود را حامی آنها می‌دانست. او گونه‌های مختلف پرندگان، سگ‌ها، گربه‌ها، ماهی‌ها، سوسمارها، و حشرات را به عنوان حیوانات خانگی از دوران کودکی خود حفظ کرده‌بود که برخی از آنها مانند کارین و بیرس به عنوان مدل برای طراحی شخصیت‌هایی در مجموعه دراگون بال به تصویر کشیده شده‌اند. او اشتیاق زیادی به مدل‌های پلاستیکی داشت و چندین برند شرکت «فاین مولدز» را نیز طراحی کرده‌بود. او همچنین امضاهای خود را از هنرمندان مشهور مانگا جمع‌آوری کرده‌است که شامل ۳۰ نفر از جمله یودیتاماگو و هیساشی اِگوچی بود.

## مرگ
آکیرا توریاما در ۱ مارس ۲۰۲۴ بر اثر هماتوم ساب‌دورال حاد در ۶۸ سالگی درگذشت. مراسم خاکسپاری به‌صورت خصوصی و تنها با حضور خانواده او برگزار شد. اعلامیهٔ مرگ او یک هفته بعد در ۸ مارس توسط شرکت سازنده‌اش بِرد استودیو اعلام شد. بر پایه منابع نزدیک به توریاما، او قصد داشت در فوریه ۲۰۲۴ تحت عمل جراحی تومور مغزی قرار گیرد. او در هنگام مرگ چند اثر ناتمام در حال ساخت داشت.

## سبک
آکیرا توریاما آسترو بوی اثر اوسامو تزوکا را تحسین می‌کرد. همچنین تحت‌تأثیر کارتون سینمایی صد و یک سگ خالدار والت دیزنی قرار داشت و از این کارتون انیمیشنی به عنوان اثری با کیفیت بالا یاد می‌کرد. فیلم‌های ابتدایی جکی چان نیز تأثیر چشمگیر و بسزایی در داستان‌های او به ویژه فیلم کمدی هنرهای رزمی چان استاد مست داشت. آکیرا توریاما گفته بود که تحت تأثیر انیماتوری به نام تویو آشیدا و مجموعه تلویزیونی انیمه از دراگون بال خود بود. از آنجا او آموخت که جدا کردن رنگ‌ها به جای مخلوط کردن آنها باعث تمیزتر شدن هنر و رنگ آمیزی تصاویر می‌شود.